# Xã Oakland, Quận Susquehanna, Pennsylvania
Xã Oakland (tiếng Anh: Oakland Township) là một xã thuộc quận Susquehanna, tiểu bang Pennsylvania, Hoa Kỳ. Năm 2010, dân số của xã này là 564 người.